# Paraguayische Davis-Cup-Mannschaft
Die paraguayische Davis-Cup-Mannschaft ist die Herren-Tennisnationalmannschaft Paraguays.

## Geschichte
Seit 1931 nimmt Paraguay am Davis Cup teil. Sieben Jahre spielte die Mannschaft in der Weltgruppe und konnte in den 1980er Jahren viermal bis ins Viertelfinale vordringen. Erfolgreichster Spieler ist Ramón Delgado mit insgesamt 53 Siegen, mit 27 Teilnahmen innerhalb von 15 Jahren ist er außerdem auch Rekordspieler.